# Vi ropar till Gud
Vi ropar till Gud är en psalm vars text är skriven 1983 av Fred Kaan och översatt till svenska av Britt G Hallqvist år 1983. Musiken i Psalmer och Sånger 1987 är skriven av Peter Cutts. Musik är skriven av William Croft.

## Publicerad i
- Psalmer och Sånger 1987 som nr 713 (Cutts) under rubriken "Tillsammans i världen".[1]
- Psalmer i 90-talet som nr 890 under rubriken "Tillsammans på jorden"
- Psalmer i 2000-talet som nr 956 under rubriken "Tillsammans på jorden"